# Raión de Pólotsk
Polotsk (en bielorruso: Полацкі раён) es un raión o distrito de Bielorrusia, en la provincia (óblast) de Vítebsk. 
Comprende una superficie de 3132 km².
El centro administrativo es la ciudad de Pólotsk.

## Demografía
Según estimación 2010 contaba con una población total de 27263 habitantes.